# Stock Car Chile
La Stock Car Chile es un campeonato de automovilismo que se realiza en autódromos chilenos desde el año 1982. Conocida desde 1982 a 1993 como Daytona, desde 1994 a 1995 como TC5000,desde 1996 a 2015 como Categoría STOCK CAR y desde 2016 como Turismo V8.
Tiene como característica particular, que solo corren vehículos de producción de procedencia norteamericana equipados con motores V8 fabricados desde 1960 hasta 1982.

## Historia
Corría el año 1982 y Alfredo Gerbaud, un empresario fanático de las carreras, llega hasta la rama de Automovilismo del club Universidad de Chile con una idea para una nueva categoría, en el cual solo podían participar vehículos de procedencia Norteamericana fabricados entre 1960 a 1979, la categoría sería bautizada con un nombre característico que reflejara el automovilismo Norteamericano: "Daytona", en honor al mítico circuito donde se realizan año tras año las 500 millas para la serie NASCAR y las 24 horas para categorías de resistencia.
Flavio Angelini, presidente de la rama automovilística del club azul, se interesa en el proyecto y comienzan a trabajar para atraer participantes, visitando estacionamientos y en donde encontraban un vehículo con las características para correr, dejaban un volante colocado en el limpiaparabrisas o sino, conversaban directamente con el conductor del auto, así fueron atrayendo adeptos para participar en la nueva categoría, donde realizaban carreras de exhibición insertas en el campeonato nacional de velocidad y donde su campeón fue Jimmy Golborne a bordo de un Pontiac GTO Sport. Para fines de año se organiza una carrera en el autódromo Las Vizcachas a la que llamaron "La Gran Tarde Daytona". que tuvo como ganador a Francisco Ugarte a bordo de un Chevrolet Corvette C3 Stingray.
La categoría fue ganando popularidad en el tiempo, e incluso era tomada como un semillero para futuros pilotos de la categoría Turismo Carretera, ya que compartían alguna similitud en el manejo de las máquinas, en 1983 se forma el Club Daytona y realizan su primer campeonato oficial de la historia, la categoría estaba dividida según el caballaje del motor en tres series: Daytona (para autos con motores de 0 a 307 HP), Turismo Daytona (para autos con motores de 308 a 352 HP) y Super Daytona (para autos con motores de 353 a 470 HP). en 1984 la Turismo Daytona se fusiona con la Super Daytona y quedan 2 categorías en competencia hasta 1985. En 1986 la categoría queda en una sola hasta 1987. En 1988 es refundida con la Turismo Carretera debido a la falta de participantes en ambas categorías, pero corriendo por el puntaje de esta última, y al finalizar la temporada, la categoría Daytona realiza un receso indefinido.
En 1992, para ser específico en la última fecha del campeonato organizado por el Club ATC, la categoría se reorganiza y regresa a las pistas realizando una carrera de exhibición, en esta ocasión bautizada como "American Auto Stock", pero como el nombre era complicado y los fanáticos conocían la categoría como Daytona, regresa en gloria y majestad el 2 de mayo de 1993 a las pistas, pero manteniendo siempre el nombre con el que fue conocido: "Daytona", en 1994 la categoría se rebautiza como "TC5000" y se crean dos divisionales según su caballaje al igual que en 1984: TC5000 Mayor y TC5000 Menor, que solo duraron ese año, desde 1996 y con el cambio de reglamento donde solo se aceptaban autos con motores que tuvieran 350 pulgadas cúbicas como caballaje máximo, la categoría adopta el nombre con que es conocido en la actualidad: "Stock Car". En 2002, los autos comienzan a cambiar de apariencia, adoptando en la parte delantera, unas trompas de fibra de vidrio que les hacía aminorar el peso y les daba un aire más específico de auto de carreras. Desde 2015, la categoría es rebautizada como Turismo V8, realizando su calendario de competencias en el autódromo Huachalalume de La Serena y desde 2016 a la fecha, realiza sus presentaciones en el autódromo Leydaring de San Antonio.

## Títulos de Campeón por Piloto
| Año         | Categoría          | Campeón                    | Auto                          | Equipo                                                          |
| ----------- | ------------------ | -------------------------- | ----------------------------- | --------------------------------------------------------------- |
| 1982        | Daytona            | Gonzalo Figueroa           | Ford Mustang                  |                                                                 |
| 1983        | Daytona            | Rafael Salgado             | Ford Mustang Hardtop          |                                                                 |
| 1983        | Turismo Daytona    | Angelo Vanella             | Chevrolet Nova SS Coupé       | Dintass Motori                                                  |
| 1983        | Super Daytona      | Cristián Marín             | Ford Mustang MACH 1           | STP - Verco                                                     |
| 1984        | Daytona            | Hugo Hermann               | Chevrolet Camaro Z28          | Semillería La Catedral                                          |
| 1984        | Super Daytona      | Angelo Vanella             | Chevrolet Nova SS Coupé       | Comercial Pio Nono                                              |
| 1985        | Daytona            | Rafael Salgado             | Chevrolet Camaro Rally Sport  |                                                                 |
| 1985        | Super Daytona      | Jimmy Golborne             | Pontiac GTO Sport Coupé       | Ferretería América                                              |
| 1986        | Daytona            | Augusto Astudillo          | Chevrolet Camaro RS           | Maderas Venturelli - Lubricantes Gulf                           |
| 1987        | Daytona            | Augusto Astudillo          | Chevrolet Camaro RS           | Radiadores Gallardo                                             |
| 1988 - 1992 | No hubo campeonato |                            |                               |                                                                 |
| 1993        | Daytona            | Erick Blumenberg           | Chevrolet Camaro Z28          | Coseche - Two Players                                           |
| 1994        | TC 5000 Mayor      | Erick Blumenberg           | Chevrolet Camaro Z28          | Two Players                                                     |
| 1994        | TC 5000 Menor      | Mauricio Melo              | Chevrolet Nova SS Coupé       | Kaos Publicidad                                                 |
| 1995        | TC 5000            | Ricardo Ramírez            | Chevrolet Nova SS Coupé       | Automotriz Ramírez Ltda - Serviauto                             |
| 1996        | Stock Car          | Erick Blumenberg           | Chevrolet Camaro Z28          | Agrícola Los Paltos S.A. - ServiTai                             |
| 1997        | Stock Car          | Ricardo Ramírez            | Chevrolet Nova SS Coupé       | Automotriz Ramírez Ltda - Serviauto - Frenos Isla               |
| 1998        | Stock Car          | Mauricio Melo              | Chevrolet Nova Concours Coupé | Kaos Publicidad - Ruta GL                                       |
| 1999        | Stock Car          | Mauricio Melo              | Chevrolet Nova Concours Coupé | Kaos Publicidad - Ruta GL                                       |
| 2000        | Stock Car          | Ricardo Ramírez            | Chevrolet Nova SS Coupé       | Automotriz Ramírez Ltda - Serviauto - Estadio Croata            |
| 2001        | Stock Car          | Juan Gac                   | IKA-Renault Torino Coupé      | Valvoline - Juan Gac Rectificación - Radiadores Rafael Gallardo |
| 2002        | Stock Car          | Gerardo Rojas              | Chevrolet Camaro RS           | Teknica Chile                                                   |
| 2003        | Stock Car          | Mauricio Melo              | Chevrolet Nova Concours Coupé | Kaos Publicidad - Ruta GL                                       |
| 2004        | Stock Car          | Mauricio Melo              | Chevrolet Nova Concours Coupé | Kaos Publicidad - Ruta GL                                       |
| 2005        | Stock Car          | Francisco Townsend         | Chevrolet Nova Concours Sedan | Inverex Ltda                                                    |
| 2006        | Stock Car          | Fernando Townsend          | Chevrolet Camaro RS           | Inverex Ltda                                                    |
| 2007        | Stock Car          | Mauricio Melo              | Chevrolet Nova Concours Coupé | Kaos Publicidad - Ruta GL                                       |
| 2008        | Stock Car          | Mauricio Melo              | Chevrolet Nova Concours Coupé | Kaos Publicidad - Ruta GL                                       |
| 2009        | Stock Car          | Mauricio Melo              | Chevrolet Nova Concours Coupé | Kaos Publicidad - Ruta GL                                       |
| 2010        | Stock Car          | Mauricio Melo              | Chevrolet Nova Concours Coupé | Kaos Publicidad - Ruta GL                                       |
| 2011        | Stock Car          | Mauricio Melo              | Chevrolet Nova Concours Coupé | Kaos Publicidad - Ruta GL                                       |
| 2012        | Stock Car          | Mauricio Melo              | Chevrolet Nova Concours Coupé | Kaos Publicidad - Ruta GL                                       |
| 2013        | Stock Car          | Fernando Townsend          | Chevrolet Camaro RS           | Inverex LTDA                                                    |
| 2014        | Stock Car          | Marcelo Navarrete          | Chevrolet Camaro Z28          | Buffalo Pub                                                     |
| 2015        | Turismo V8         | Sebastián Méndez           | Chevrolet Camaro RS           |                                                                 |
| 2016        | Turismo V8         | Héctor Oliva               | Chevrolet Camaro Z28          |                                                                 |
| 2017        | Turismo V8         | Fernando Townsend          | Chevrolet Camaro RS           | Inverex LTDA                                                    |
| 2018        | Turismo V8         | Héctor Oliva               | Chevrolet Camaro Z28          |                                                                 |
| 2019        | Turismo V8         | Fernando Townsend          | Chevrolet Camaro RS           | Inverex LTDA                                                    |
| 2020        | Turismo V8         | PANDEMIA, SOLO UNA CARRERA |                               |                                                                 |
| 2021        | Turismo V8         | Fernando Townsend          | Chevrolet Camaro RS           | Inverex LTDA                                                    |
| 2022        | Turismo V8         | Fernando Townsend          | Chevrolet Camaro RS           | Inverex LTDA                                                    |

| Piloto             | N.º de Títulos | Años                                                                                       |
| ------------------ | -------------- | ------------------------------------------------------------------------------------------ |
| Mauricio Melo      | 11             | 1994 (TC5000 Menor) 1998, 1999, 2003, 2004, 2007, 2008, 2009, 2010, 2011, 2012 (Stock Car) |
| Fernando Townsend  | 6              | 2006, 2013 (Stock Car), 2017, 2019, 2021, 2022 (Turismo V8)                                |
| Ricardo Ramírez    | 3              | 1995 (TC5000), 1997, 2000 (Stock Car)                                                      |
| Erick Blumenberg   | 3              | 1993 (Daytona), 1994 (TC5000 Mayor), 1996 (Stock Car)                                      |
| Angelo Vanella     | 2              | 1983 (Turismo Daytona), 1984 (Super Daytona)                                               |
| Augusto Astudillo  | 2              | 1986, 1987 (Daytona)                                                                       |
| Rafael Salgado     | 2              | 1983, 1985 (Daytona)                                                                       |
| Héctor Oliva       | 2              | 2016, 2018 (Turismo V8)                                                                    |
| Gonzalo Figueroa   | 1              | 1982 (Daytona)                                                                             |
| Cristián Marín     | 1              | 1983 (Super Daytona)                                                                       |
| Hugo Hermann       | 1              | 1984 (Daytona)                                                                             |
| Jimmy Golborne     | 1              | 1985 (Super Daytona)                                                                       |
| Juan Gac           | 1              | 2001 (Stock Car)                                                                           |
| Gerardo Rojas      | 1              | 2002 (Stock Car)                                                                           |
| Francisco Townsend | 1              | 2005 (Stock Car)                                                                           |
| Marcelo Navarrete  | 1              | 2014 (Stock Car)                                                                           |
| Sebastián Méndez   | 1              | 2015 (Turismo V8)                                                                          |

## Títulos de campeón por marcas
| Marca       | N.º de títulos |
| ----------- | -------------- |
| Chevrolet   | 30             |
| Ford        | 3              |
| Pontiac     | 2              |
| IKA-Renault | 1              |

## Marcas y modelos que han participado
| Marca       | Modelos |
| ----------- | --- |
| Chevrolet   | Acadian, Bel Air, Biscayne, Camaro SS, Camaro RS, Camaro Z28, Chevelle SS 327, Chevelle SS 396, Beaumont, Impala, Malibu, Nova SS Coupé, Nova SS Sedán, Nova Concours Coupé, Nova Concours Sedán. |
| Ford        | Fairlane 500, Fairlane 500 Club Sedan, Fairlane 500 Club Coupé, Falcon 221, Falcon Sprint, Falcon Futura, Maverick, Mustang Hardtop, Mustang MACH 1, Ranchero GT, Capri                           |
| Buick       | Skylark Coupé, Apollo |
| Pontiac     | GTO Sport Coupé, Firebird, Trans Am |
| AMC         | Pacer |
| Dodge       | Dart Swinger, Charger |
| Oldsmobile  | Super 88 Sport Sedan, Cutlass Supreme SS, Cutlass Colonnade Hardtop Coupé. |
| GMC         | Caballero |
| IKA-Renault | Torino Coupé |

## Circuitos en que se ha presentado
| Ciudad                | Circuito                              |
| --------------------- | ------------------------------------- |
| Arica                 | Autódromo Sergio Santander Benavente  |
| La Serena             | Autódromo Huachalalume                |
| Coquimbo              | Autódromo La Pampilla                 |
| Quilpué               | Autódromo Villa Olímpica              |
| Valparaíso (Placilla) | Autódromo Fernando Vallejos Casanueva |
| Quintero              | Base Aérea de Quintero                |
| San Antonio           | Autódromo Pacífico Sport              |
| Temuco                | Autódromo Interlomas                  |
| La Unión              | Autódromo Vegas de Quilaco            |
| Punta Arenas          | Autódromo Cabo Negro                  |
| Santiago              | Autódromo Las Vizcachas               |
| Santiago              | Base Aérea de El Bosque               |

## Pilotos Temporada 1986 (Daytona)
| N  | Piloto             | Auto                            | Patrocinadores                                                                                 |
| -- | ------------------ | ------------------------------- | ---------------------------------------------------------------------------------------------- |
| 2  | Rafael Salgado     | Chevrolet Camaro RS             |                                                                                                |
| 3  | Augusto Astudillo  | Chevrolet Camaro RS             | Lubricantes Gulf - Comercial Pio Nono - Maderas Venturelli - Disma Ltda. - Radiadores Gallardo |
| 4  | Erick Blumenberg   |                                 |                                                                                                |
| 5  | Miguel Muñoz       |                                 |                                                                                                |
| 6  | Ernesto marín      |                                 |                                                                                                |
| 7  | Fernando Fernández |                                 |                                                                                                |
| 8  | José Luis Riveros  |                                 |                                                                                                |
| 9  | Francisco Morales  | Pontiac GTO Sport Coupé         | Granper Lubricentro                                                                            |
| 10 | Juan Carlos Rosso  | Ford Mustang MACH 1             |                                                                                                |
| 12 | Felipe Viñuela     | Chevrolet Camaro SS             | Lubricantes Gulf - Maderas Venturelli - Radiadores Gallardo - Maderas Viñuela                  |
| 13 | Raul Mengoni       | Chevrolet Chevelle Malibu Sedan | Desarmaduría Mengoni                                                                           |
| 15 | Angelo Vanella     | Chevrolet Nova SS Coupé         |                                                                                                |
| 16 | Jaime Medel        |                                 |                                                                                                |
| 17 | Juan Carlos Kramm  |                                 |                                                                                                |
| 18 | Jaime Rosso        | Chevrolet Chevelle SS           |                                                                                                |
| 19 | Patricio Gallardo  |                                 |                                                                                                |
| 21 | Alfredo Astudillo  |                                 |                                                                                                |
| 22 | Oscar Muñoz        |                                 |                                                                                                |
| 27 | Sergio Rodríguez   | Ford Mustang MACH 1             |                                                                                                |
| 78 | Harold Corthon     |                                 |                                                                                                |
| 79 | Juan Medel         |                                 |                                                                                                |

## Pilotos Temporada 1987 (Daytona)
| N  | Piloto            | Auto                      | Patrocinadores                           |
| -- | ----------------- | ------------------------- | ---------------------------------------- |
| 1  | Augusto Astudillo | Chevrolet Camaro RS       | Radiadores Gallardo - Mecánica Astudillo |
| 2  | Francisco Morales |                           |                                          |
| 3  | Jaime Rosso       |                           |                                          |
| 5  | Angelo Vanella    |                           |                                          |
| 6  | Felipe Viñuela    | Ford Mustang Hardtop      | Maderas Viñuela - Galletas Tip Top       |
| 7  | Erick Blumenberg  |                           |                                          |
| 8  | Juan Carlos Rosso | Chevrolet Chevelle 396 SS | Transportes BSM                          |
| 9  | José Luis Riveros |                           |                                          |
| 14 | Raúl Mengoni      |                           | Desarmaduría Mengoni                     |
| 16 | Alfredo Astudillo |                           |                                          |
| 18 | Julio Mengoni     | Oldsmobile 88 Sport Sedan | Desarmaduría Mengoni                     |
| 19 | Patricio Hani     | Chevrolet Camaro RS       |                                          |
| 20 | Hagop Kazazian    | Ford Mustang MACH 1       |                                          |
| 21 | Oscar Muñoz       |                           |                                          |
| 22 | Ronald Henríquez  |                           |                                          |
| 26 | Simón Rivera      |                           |                                          |
| 29 | Ricardo Ramírez   | Chevrolet Chevelle 327    | Mecánica Lard                            |
| 30 | Francisco Boffill |                           |                                          |
| 31 | Carlos del Barrio |                           |                                          |
| 32 | Ricardo Astudillo |                           |                                          |
| 33 | Washington Torres |                           |                                          |
| 34 | Iván Sahid        | Ford Maverick Sedan       | Ellus                                    |
| 35 | Julio Ortiz       |                           |                                          |
| 36 | Félix Cantone     |                           |                                          |

## Pilotos Temporada 1993 (Daytona)
| N  | Piloto                  | Auto                     | Patrocinadores                                                           |
| -- | ----------------------- | ------------------------ | ------------------------------------------------------------------------ |
| 1  | Augusto Astudillo       | Ford Mustang Hardtop     | Radiadores Gallardo - Parabrisas Favitorr - Turismo Laporte - Power Team |
| 5  | Angelo Vanella          | Pontiac GTO Sport Coupé  | Diadora - Vanella Muebles - Fuente Italiana                              |
| 8  | Ricardo Astudillo       | Chevrolet Camaro RS      | Juan Vespa Rectificación - Escapes Medel                                 |
| 9  | Daniel Ballevona        | Chevrolet Nova SS Coupé  | Servicios Industriales Ballevona                                         |
| 11 | Gustavo Glade           | Chevrolet Nova SS Coupé  | Bosch - Mecánica Glade - Chevy Club                                      |
| 13 | Miguel Muñoz            | Chevrolet Camaro RS      | Parque Industrial Don Oscar - Mecánica JV - Power Team                   |
| 15 | Carlos Quintana         | Chevrolet Camaro Z28     | Transportes Quintana - Repuestos Sur - Agruquinta                        |
| 19 | Ernesto Marín           | Ford Mustang MACH 1      |                                                                          |
| 21 | Faruk Gasagüi           | Chevrolet Camaro RS      | Carburadores Mustang - Big Master                                        |
| 25 | Erick Blumenberg        | Chevrolet Camaro Z28     | Coseche Automotriz - Two Players By Jason                                |
| 27 | Fernando Vallejos       | Pontiac Firebird         | Transportes Vallejos                                                     |
| 30 | Juan Carlos Rosso       |                          |                                                                          |
| 31 | Gustavo Muñoz           |                          |                                                                          |
| 32 | Jorge Vega              | Ford Falcon Futura       | Mecánica JV - Embragues Emcicor                                          |
| 33 | Marcelo Aceituno        | Chevrolet Nova SS Coupé  | Grúas Record                                                             |
| 34 | David Wainapper         |                          | Power Team                                                               |
| 35 | Jorge Labarca           | Chevrolet Camaro SS      | Mecánica Jorge Labarca                                                   |
| 39 | Marco Antonio Astudillo | Chevrolet Camaro RS      | Lubricantes Elf - Radiadores Gallardo - Calzados Taly                    |
| 40 | Alejandro Avilés        | Ford Mustang MACH 1      | Mecánica Avilés - Servicio de Frenos Seattle                             |
| 41 | Angelo Caselli          | Chevrolet Opala SS Coupé | Pits Services - Full Escapes                                             |
| 42 | Tano Rotario            |                          |                                                                          |
| 43 | Ángel Del Barrio        |                          |                                                                          |

## Pilotos Temporada 1995 (TC5000)
| N  | Piloto           | Auto                    | Patrocinadores                                                              |
| -- | ---------------- | ----------------------- | --------------------------------------------------------------------------- |
| 1  | Erick Blumenberg | Chevrolet Camaro Z28    | Fanadego - Two Players By Jason - Distribuidora La Mundial - Wynn's - Torco |
| 3  | Jorge Labarca    | Chevrolet Camaro SS     | Mecánica Jorge Labarca - Joyería Glade                                      |
| 4  | Ricardo Ramírez  | Chevrolet Nova SS Coupé | Automotriz Ramírez Ltda. - Serviauto                                        |
| 5  | Carlos Espinoza  | Chevrolet Nova SS Sedán | Filtros Marticorena - Zitosport - Motel Los Nogales                         |
| 07 | Mauricio Melo    | Chevrolet Camaro RS     | Kaos Publicidad - Ruta GL                                                   |
| 9  | Alejandro Avilés | Chevrolet Beaumont      | Coca Cola                                                                   |
| 18 | Marco Astudillo  | Chevrolet Camaro RS     | Camare Autos - Escapes Medel - Bujías Champion                              |
| 20 | Emilio Zernott   | Chevrolet Nova SS Coupé | Constructora SAG S.A.                                                       |
| 21 | Claudio Ramírez  | Chevrolet Acadian       | Mecánica Lard                                                               |
| 27 | Marcelo Ginestar | Chevrolet Camaro RS     | Kimba Ropa Infantil                                                         |
| 29 | Kurt Blumenberg  | Oldsmobile Cutlass SS   | Agrícola Los Paltos S.A. - ServiTai                                         |
| 32 | Jorge Vega       | Ford Falcon Futura      | Mecánica JV                                                                 |
| 38 | Miguel Aliaga    | Ford Falcon Sprint      | Carburadores Mustang - Los Hornitos de Nos - Big Master.                    |
| 54 | Arturo Guzmán    | Chevrolet Camaro SS     | Amortiguadores J3 Ltda.                                                     |

## Pilotos Temporada 1996 (Stock Car)
| N  | Piloto                  | Auto                          | Patrocinadores                                                                          |
| -- | ----------------------- | ----------------------------- | --------------------------------------------------------------------------------------- |
| 1  | Ricardo Ramírez         | Chevrolet Nova SS Coupé       | Serviauto                                                                               |
| 2  | Erick Blumenberg        | Chevrolet Camaro Z28          | Agrícola Los Paltos S.A. - ServiTai - Manjar y Mermerladas Langer - Leasing Concepción  |
| 3  | Kurt Blumenberg         | Oldsmobile Cutlass            | Agrícola Los Paltos S.A. - ServiTai - Manjar y Mermerladas Langer - Frazadas Blumenberg |
| 4  | Angelo Vanella          | Pontiac GTO Sport Coupé       | Disfruver - Casona Quilin - Juan Gac Rectificación                                      |
| 5  | Carlos Espinoza         | Chevrolet Nova SS Sedán       | Zitosport - Manjar y Mermeladas Langer                                                  |
| 6  | Fernando Fernández      | Chevrolet Camaro RS           |                                                                                         |
| 07 | Mauricio Melo           | Chevrolet Camaro RS           | Kaos Publicidad - Ruta GL - Le Bert Carburadores                                        |
| 8  | Alfredo Astudillo       | Pontiac Firebird              | Juan Vespa Rectificación                                                                |
| 12 | Claudio Ramírez         | Chevrolet Acadian             | Mecánica Lard - Lubricantes Valvoline - Amortiguadores Disma                            |
| 18 | Marco Antonio Astudillo | Chevrolet Camaro RS           | Calzados Taly - Escapes Medel - Wynn's - Torco                                          |
| 20 | Emilio Zernott          | Chevrolet Nova SS Coupé       | Constructora SAG S.A. - Amortiguadores Disma - Wynn's - Torco                           |
| 22 | Patricio Vidal          | Ford Falcon Sprint            | Serviauto                                                                               |
| 27 | Marcelo Ginestar        | Chevrolet Camaro RS           | Kimba Ropa Infantil                                                                     |
| 31 | Ricardo Astudillo       | Chevrolet Nova SS Sedán       |                                                                                         |
| 32 | Jorge Vega              | Ford Falcon Futura            | Mecánica JV - Los Hornitos de Nos - Embragues Emcicor                                   |
| 36 | Francisco Townsend      | Chevrolet Nova Concours Coupé | Inverex S.A.                                                                            |
| 38 | Miguel Aliaga           | Pontiac Firebird Spirit       | Los Hornitos de Nos - Servigrúa - Carburadores Mustang                                  |
| 41 | Sebastián Vanella       | Ford Mustang Hardtop          | Disfruver - Casona Quilin - Juan Gac Rectificación                                      |
| 54 | Arturo Guzmán           | Chevrolet Camaro SS           | Amortiguadores J3 Ltda.                                                                 |
| 77 | José Miguel Martínez    | Dodge Dart 318                | Andamios Altimet - Homocineticas Los Olmos                                              |

## Pilotos Temporada 1997 (Stock Car)
| N  | Piloto                  | Auto                          | Patrocinadores                                                                          |
| -- | ----------------------- | ----------------------------- | --------------------------------------------------------------------------------------- |
| 1  | Erick Blumenberg        | Chevrolet Camaro Z28          | Agrícola Los Paltos S.A. - ServiTai - Manjar y Mermerladas Langer - Leasing Concepción  |
| 02 | Emilio Zernott          | Chevrolet Nova SS Coupé       | Constructora SAG S.A.                                                                   |
| 3  | Kurt Blumenberg         | Oldsmobile Cutlass            | Agrícola Los Paltos S.A. - ServiTai - Manjar y Mermerladas Langer - Frazadas Blumenberg |
| 4  | Ricardo Ramírez         | Chevrolet Nova SS Coupé       | Serviauto - Automotriz Ramírez Ltda. - Frenos Isla                                      |
| 6  | Fernando Fernández      | Chevrolet Camaro RS           |                                                                                         |
| 07 | Mauricio Melo           | Chevrolet Camaro RS           | Kaos Publicidad - Ruta GL - Le Bert Carburadores                                        |
| 10 | Jorge Perot             | Chevrolet Nova Concours Sedan | Mecánica Perot - Cajas de Cambio Segundo Adasme                                         |
| 12 | Claudio Ramírez         | Chevrolet Acadian             | Mecánica Lard - Lubricantes Valvoline - Amortiguadores Disma                            |
| 14 | Fernando Townsend       | Chevrolet Camaro RS           | Inverex Ltda. - Lubricantes Chevron                                                     |
| 18 | Marco Antonio Astudillo | Chevrolet Camaro RS           | Calzados Taly - Escapes Medel - Wynn's - Torco                                          |
| 22 | Patricio Vidal          | Ford Falcon Sprint            | Serviauto - Lubricantes Chevron                                                         |
| 27 | Marcelo Ginestar        | Chevrolet Camaro RS           | Kimba Ropa Infantil                                                                     |
| 36 | Francisco Townsend      | Chevrolet Nova Concours Coupé | Inverex S.A.- Lubricantes Chevron                                                       |
| 40 | Alejandro Aviles        | Ford Mustang MACH 1           |                                                                                         |
| 54 | Arturo Guzmán           | Chevrolet Camaro SS           | Amortiguadores J3 Ltda.                                                                 |

## Pilotos Temporada 1998 (Stock Car)
| N  | Piloto             | Auto                          | Ciudad        | Patrocinadores                                                                         |
| -- | ------------------ | ----------------------------- | ------------- | -------------------------------------------------------------------------------------- |
| 1  | Ricardo Ramírez    | Chevrolet Nova SS Coupé       | Santiago      | Serviauto - Autoline - Frenos Isla - Central Repuestos - Lubrilav                      |
| 2  | Mauricio Salgado   | Chevrolet Nova SS Sedán       | Viña del Mar  | Aspillaga Hornauer - Suzuki - Autostock Repuestos - Escapes Bascuñán                   |
| 3  | Kurt Blumenberg    | Oldsmobile Cutlass SS         | Santiago      | Manjar y Mermerladas Langer                                                            |
| 4  | José Ramos         | Chevrolet Nova SS Sedán       | Villa Alemana | V.R. Construcciones - Juan Gac Competición                                             |
| 5  | Arturo Guzmán      | Chevrolet Camaro SS           | Santiago      | Olivetti Rectificación - Balatas Ziga                                                  |
| 07 | Mauricio Melo      | Chevrolet Nova Concours Coupé | Santiago      | Kaos Publicidad - Ruta GL - Le Bert Carburadores - Juan Gac Competición                |
| 9  | Federico Rauter    | Chevrolet Nova Concours Sedán | Villa Alemana | Transportadora Rauter - Parabrisas Peñablanca                                          |
| 10 | Jorge Perot        | Chevrolet Nova Concours Sedán | Santiago      | Mecánica Perot - LR Automóviles - Lubricantes Torco                                    |
| 11 | Rubén Cordova      | Chevrolet Camaro SS           | Santiago      | Rescate Familiar - Chidog - Chicat                                                     |
| 12 | Claudio Ramírez    | Chevrolet Acadian             | Santiago      | Mecánica Lard                                                                          |
| 15 | Vicente Olaechea   | Chevrolet Nova SS Sedán       | Villa Alemana |                                                                                        |
| 20 | Emilio Zernott     | Chevrolet Camaro Z28          | Valparaíso    | Constructora SAG S.A. - Balatas Express El Alemán - Wynn's                             |
| 21 | Gerardo Rojas      | Chevrolet Nova SS Coupé       | Santiago      | Serviauto                                                                              |
| 22 | Juan Carlos Gac    | Ford Falcon Sprint            | Santiago      | Radiadores Gallardo - Turismo Laporte - Lubricantes Valvoline - Juan Gac Rectificación |
| 31 | Hermann Rauter     | Chevrolet Nova Concours Sedán | Villa Alemana | Transportadora Rauter - Autostock Repuestos                                            |
| 32 | Carlos Batistelli  | Ford Falcon Futura            | Quilpué       | Piroval - Esso - Tubos de Escapes/Silenciadores Setien - Lijas Fandeli                 |
| 34 | Pedro Sánchez      | Chevrolet Camaro SS           | Santiago      | Automotriz Siglo XXI - Transportes Rojas                                               |
| 36 | Francisco Townsend | Chevrolet Nova Concours Coupé | Santiago      | Melipilla Motores - Gimnasio Florida                                                   |
| 37 | Erick González     | Chevrolet Beaumont            | Villa Alemana | Balatas Express El Alemán                                                              |
| 39 | César Navarrete    | Chevrolet Camaro SS           | Santiago      | Lubricantes Valvoline - Olivetti Rectificación                                         |